# Laciniobethra
Laciniobethra is een geslacht van Phasmatodea uit de familie Diapheromeridae. De wetenschappelijke naam van dit geslacht is voor het eerst geldig gepubliceerd in 2011 door Conle, Hennemann & Gutiérrez.

## Soorten
Het geslacht Laciniobethra omvat de volgende soorten:
- Laciniobethra aculeata Conle, Hennemann & Gutiérrez, 2011
- Laciniobethra arispa (Westwood, 1859)
- Laciniobethra conradi (Giglio-Tos, 1898)
- Laciniobethra decorata Conle, Hennemann & Gutiérrez, 2011
- Laciniobethra foliata Conle, Hennemann & Gutiérrez, 2011
- Laciniobethra modesta Conle, Hennemann & Gutiérrez, 2011
- Laciniobethra thestylis (Westwood, 1859)
- Laciniobethra tolima (Westwood, 1859)